# Опішнянська селищна рада
Опішнянська селищна рада — орган місцевого самоврядування Опішнянської селищної громади Полтавського району Полтавської області. Адміністративне приміщення — у селищі Опішня.
До адміністративної реформи 2020 року — орган місцевого самоврядування Зіньківському районі Полтавської області.

## Населені пункти
- смт. Опішня
- с. Васьки
- с. Вільхове
- с. Діброва
- с. Карабазівка
- с. Міські Млини
- с. Яблучне

## Персональний склад
- Голова селищної ради —  Микола Миколайович Різник
- 30 депутатів:[1]

| Партійність (згідно з класифікатором)  | Кількість депутатів |
| -------------------------------------- | ------------------- |
| Позапартійні                           | 27                  |
| Соціалістична партія України           | 2                   |
| Всеукраїнське об'єднання «Батьківщина» | 1                   |

Попередні голови:
- Степаненко Володимир Миколайович, обраний на місцевих виборах 31 жовтня 2010. Достроково усунений з посади голови 21 лютого 2013 року за власним бажанням.
- Кужим Олег Миколайович — член Народної партії, 1970 року народження, головував від 26 березня 2006 до 31 жовтня 2010. [2]